# 刘恩 (元朝)
刘恩（？—1285年），字仁甫，元朝将领，祖籍洺州，迁居威州（今河北威县）。
蒙哥时以材武隶属于军籍，由百户升为管军总管。跟随攻打南宋四川，屡有战功，至元三年（1266年）在云顶山击败宋兵的进攻，授成都路管军副万户。至元六年（1269年），跟随赛典赤攻嘉定府（今四川乐山）。至元九年（1272年），随西平王奥鲁赤攻打建都（今四川西昌），为先锋，一日三战皆捷，夺下五座山城，建都降，刘恩升管军万户。戍守眉州（今四川眉山），至元十二年（1275年）戍守嘉定。至元十五年（1278年），招降夔府守将张万，授四川西道宣慰使。至元十六年（1279年），进都元帅，率四川蒙、汉军万人屯守甘（今甘肃张掖）、肃（今甘肃酒泉）等州。至元十八年（1281年），进兵斡端（今新疆和田市），任宣慰使。与海都作战，初战告捷，击败海都部下玉论亦撒。至元二十年（1283年），敌军增援，寡不敌众，退回。至元二十二年（1285年），领兵还驻四川，任佥西川行枢密院事。